# Trachybryum megaptilum
Trachybryum megaptilum là một loài Rêu trong họ Brachytheciaceae. Loài này được (Sull.) W.B. Schofield miêu tả khoa học đầu tiên năm 1968.